# Satyrus lama
Satyrus lama är en fjärilsart som beskrevs av Alphéraky 1889. Satyrus lama ingår i släktet Satyrus och familjen praktfjärilar. Inga underarter finns listade.